# Arístides Pongilioni y Villa
Arístides Pongilioni y Villa (Cádiz, 1835 - 1882) fue un poeta español que ha sido definido como prerromántico y también como prebecqueriano.
Estudió Derecho en la Universidad de Sevilla. Fue redactor de los periódicos Los Tiempos, Las Noticias en 1864, y El Contemporáneo en Madrid. También colaboró en El Comercio de Cádiz. Publicó una única obra en vida, titulada Ráfagas poéticas en 1865. La obra Crónica del viaje de sus Majestades a Andalucía es otra obra suya. Muy posteriormente, en 1980, Rafael Montesinos editó una antología de sus poemas.
Trabó amistad con poetas sevillanos como Narciso Campillo, que posteriormente escribió el prólogo de Ráfagas poéticas y que fue quien le presentó a Gustavo Adolfo Bécquer, del que se dice que quedó impresionado por la única obra de Pongilioni.